# Centro Cultural de España en Tegucigalpa
El Centro Cultural de España en Tegucigalpa, conocido popularmente como el CCET, es un centro cultural en Tegucigalpa, Honduras del Gobierno de España por medio de la Agencia Española de Cooperación Internacional para el Desarrollo y la Embajada de España en Honduras. El centro es considerado un espacio de referencia para artistas y creadores hondureños.
El centro fue inaugurado en el 2007 como parte de la red de centros culturales de la AECID. El centro se dedica a promover la cultura, la creatividad y la diversidad cultural como factor de desarrollo. El centro ofrece programación, formación y actividades en temas como las artes visuales, ciencias, tecnología, género, literatura y patrimonio y publicó numerosos libros sobre el mundo creativo hondureño. Es visitado por unos 50.000 personas al año.

## Historia

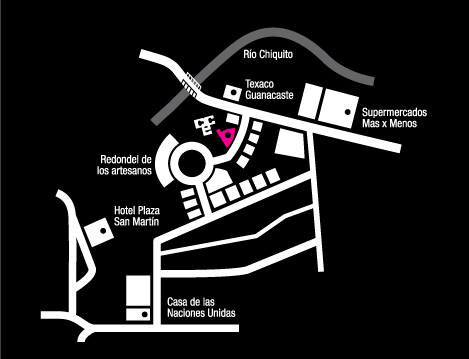
Ubicación del CCET.

### Cooperación cultural hispano-hondureña
Con el primer Tratado de Paz y Amistad, firmado en Guatemala el 27 de agosto de 1895 se sientan las bases de la mutua cooperación y entendimiento entre la República de Honduras y el Reino de España, plasmándose 10 años más tarde en un nuevo Tratado sobre reconocimiento mutuo de validez de títulos académicos y de incorporación de estudios, permaneciendo este vigente hasta 1935.
Al amparo de los diferente acuerdos existentes, a finales del siglo XIX y comienzos del XX, y especialmente bajo el impulso del presidente Luís Bográn, el doctor Antonio Abad Ramírez y Fernández Fontecha (Cádiz 1855), Cónsul Honorario de España en Tegucigalpa e igualmente Rector de la Universidad Central de la República de Honduras, Presidente de la Academia Científico-Literaria y Presidente del Consejo Supremo de Instrucción Pública, organizó "misiones culturales" con la finalidad -incentivando una inmigración de profesionales españoles- de contratar artistas y docentes para fortalecer el sistema educativo hondureño (universidad, colegios, escuelas de artes y oficios y escuela militar). Así, viajaron -entre otros- al país Manuel Montorio, como docente de Química en la Universidad Central, y Tomás Mur, escritor y autor dramático. A iniciativa de este último se fundó la Academia Privada de Bellas Artes, antecedente de la apertura de la Escuela de Bellas Artes en 1940.
En 1921 se convocan por primera vez las becas para ayudar a realizar estudios en España a los estudiantes de las Repúblicas Hispanoamericanas, beneficiándose los primeros años el pintor naturalista Max Euceda y en 1925 y años posteriores el también pintor Pablo Zelaya Sierra de una beca para cursar estudios en la Escuela especial de Pintura, Escultura y Grabado de Madrid. Con ambos se comienza una sucesión de becarios hondureños que participarán en lo que décadas más adelante se conoce como becas MAEC-AECID, vigentes en la actualidad.
En 1946 el Gobierno español crea por ley el Instituto de Cultura Hispánica en Madrid, como una corporación de derecho público, con personalidad jurídica propia, destinada a fomentar las relaciones entre los pueblos hispanoamericanos y España. A raíz de esa creación se genera una red de instituciones homólogas por toda Iberoamérica cada una con una personería jurídica fruto de sus particulares procesos de constitución.
En 1948 se constituye en Tegucigalpa la Academia Hondureña de la Lengua, correspondiente de la Real Academia Española (RAE). La cual desde 1960, con la ratificación en Colombia del Convenio Multilateral sobre Asociación de Academias de la Lengua Española, cuenta con el respaldo del Gobierno de Honduras, ya que «Cada uno de los Gobiernos signatarios se compromete a prestar apoyo moral y económico a su respectiva Academia nacional de la Lengua Española, o sea a proporcionarle una sede y una suma adecuada para su funcionamiento.»
En febrero de 1950, llega a Honduras la "misión poética" con los poetas Antonio Zubiaurre, Luis Rosales y Leopoldo Panero, así como el embajador -e igualmente poeta- Agustín de Foxá, previo al restablecimiento de relaciones diplomáticas entre ambos países.
Lo cual no tendrá lugar hasta el 21 de noviembre de 1950.
Un año después, el Instituto de Cultura Hispánica en Madrid convoca la Primera Bienal Iberoamericana de Arte, y en aquella ocasión histórica para el arte iberoamericano, participaron los pioneros de la internacionalización de la creatividad hondureña José Antonio Velasquez, Carlos Zúñiga Figueroa, Max Euceda, Ricardo Aguilar y Ricardo López Rodezno: un acontecimiento que fue recordado por décadas, y que sirvió de aliciente a nuevas generaciones artísticas.

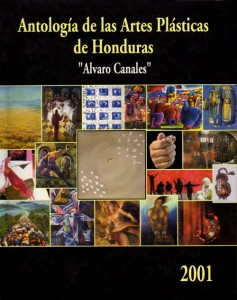

Como refuerzo a estas nuevas relaciones, Honduras se incorpora al movimiento de Institutos de Cultura Hispánica, y el 12 de octubre de 1951, se crea a iniciativa del Dr Jorge Fidel Durón el Instituto Hondureño de Cultura Hispánica, como institución local de derecho privado. Así, desde su creación esta asociación privada e independiente, homóloga de la creada en Madrid, se convertirá los años posteriores en un socio fundamental de la acción cultural de la Representación Diplomática de España en Honduras, que recientemente había sido elevada al rango de Embajada.Ref
En 1957, se firma el Tratado de Intercambio Cultural entre el Gobierno de Honduras y el Estado Español, que será sustituido en 1994 por el Convenio de Cooperación Cultural, Educativa y Científica entre el Reino de España y el Gobierno de Honduras.
Unos años antes (1972) el Convenio de cooperación económica entre la República de Honduras y el Estado Español reconocía la importancia de la cooperación cultural al excluir del mismo las interpretaciones que limitaran el cumplimiento de las medidas «relativas a la defensa del patrimonio nacional artístico, histórico o arqueológico».
En 1972 se crea por convenio la Cátedra de Cultura Hispánica en la Escuela Superior de Profesorado Francisco Morazán.

### Encuentro Cultural
Con el precedente del impulso de 1992 a los proyectos de rescate patrimonial, en 1996 el Ministerio de Cultura de España organiza el Encuentro Cultural España-Centroamérica.
Así, se articula con fuerza el contenido de cooperación cultural previsto en la III Comisión Mixta Hispano-hondureña: «Ante la evolución constante que se produce en el terreno de las Artes y de las Letras y muy particularmente en el área audiovisual, se acuerda impulsar con mayor prioridad programas y proyectos en materia de cooperación cultural. Estos tendrán por objetivo defender y desarrollar el patrimonio cultural hondureño y trenzar una nueva vinculación entre los agentes culturales hondureños y españoles que permita aunar esfuerzos y afianzar la convergencia de industrias y actividades comunes en el área cultural».
Supondrá un repunte de los proyectos vinculados a cultura y al rescate patrimonial: así, surgirán proyectos emblemáticos como Comayagua Colonial, Rescate de Archivos Municipales de la Ruta Minera, se dotará de equipamiento a la Escuela de Bellas Artes y al Archivo Nacional, se convocará una gran feria del libro incluyendo la muestra bibliográfica "Libros de España" con 2.000 ejemplares, además de una gran cantidad de actividades culturales haciendo especial énfasis en los procesos formativos, así como en las asistencias técnicas para el fortalecimiento institucional de las organizaciones culturales de Honduras.

### C+D (Cultura para el Desarrollo)
En las últimas décadas del siglo XX, el antiguo Instituto de Cultura Hispánica en Madrid, sufre cambios y refundaciones que acaban generando en el 1998 la nueva Agencia Española de Cooperación Internacional para el Desarrollo (AECID).
Esos cambios van acompañados con nuevos documentos rectores de la política de cooperación española y nuevas estrategias sectoriales (incluida la de Patrimonio para el Desarrollo, Cultura para el Desarrollo, Educación para el Desarrollo, Pueblos Indígenas, etc…). Ese proceso repercute en Honduras con evoluciones de las Comisiones Mixtas de Cooperación España-Honduras y la firma de nuevos acuerdos de cooperación.
La nueva perspectiva de la cultura como factor de desarrollo, acabará cristalizando en Honduras en la creación del centro cultural de AECID, un espacio anhelado por años con sede en Tegucigalpa, aunque con vocación nacional.
Esta labor de incentivación de las expresiones culturales y la creatividad se verá reforzada igualmente por las convocatorias anuales del Premio de Estudios Históricos Rey Juan Carlos I (15 de septiembre)  y el Premio de la Cooperación Española de la Antología de las Artes Plásticas de Honduras (15 de noviembre) y el Premio Nacional de Narrativa Infantil y Juvenil convocado conjuntamente con la Secretaría de Cultura, Artes y Deportes, Editorial Santillana y la Secretaría de Educación.

## Centro Cultural para el Desarrollo

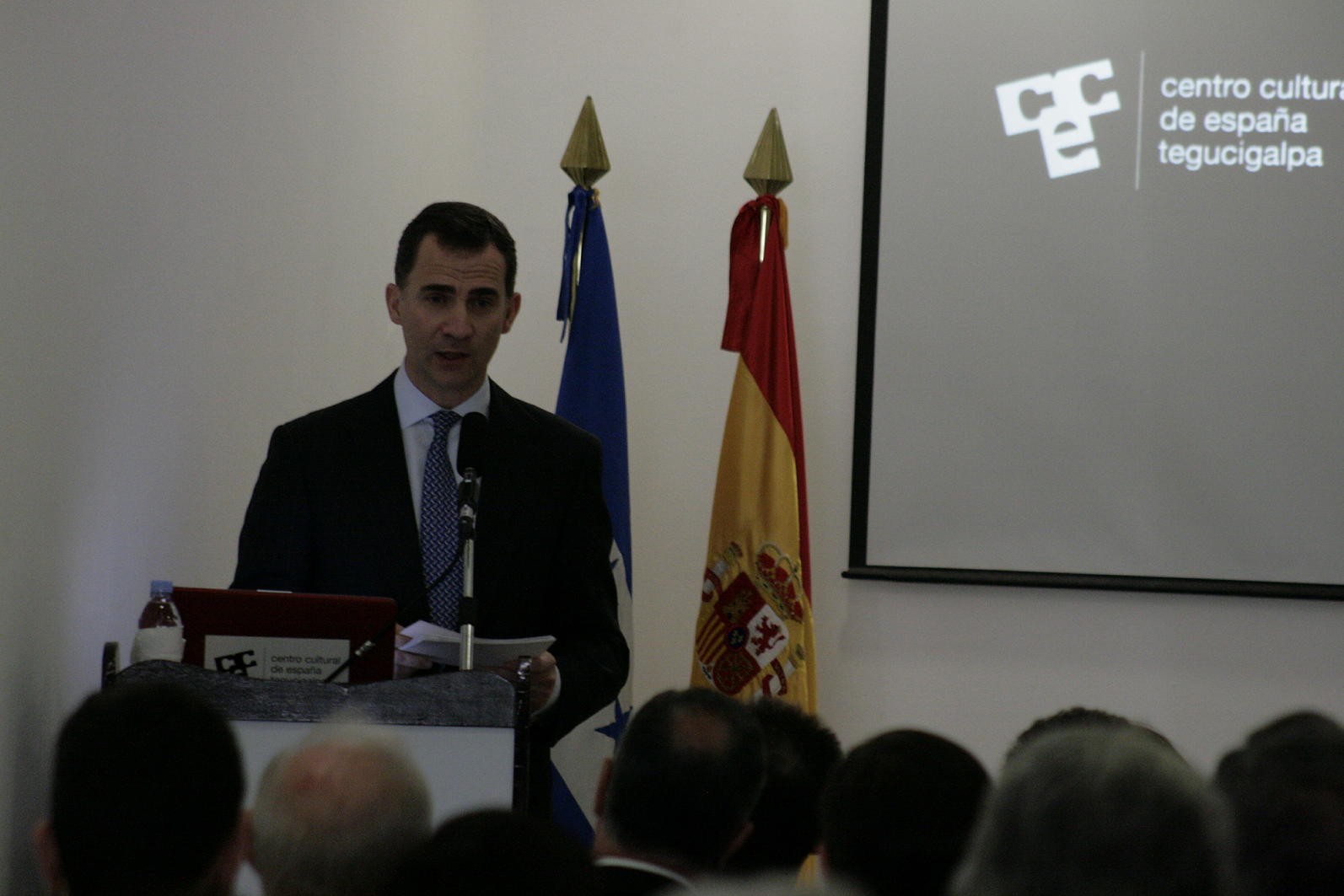
El rey Felipe VI de España (entonces Príncipe de Asturias) en el CCET durante la presentación de la Biblioteca Centroamericana.

Creado a mediados del 2007,  en un edificio rehabilitado de la periferia del casco histórico de Tegucigalpa, éste fue definido por la fallecida historiadora hondureña Leticia de Oyuela, como un espacio con prosapia, «ya que fue el anterior sitio en donde se desarrolló la antigua Galería Portales, que constituyó un primer intento de crear un vínculo de desarrollo entre cultura y pueblo».
En palabras de María Teresa Fernández de la Vega; «espero se convierta en un poderoso agente dinamizador de la vida cultural de Tegucigalpa y de todo este querido país», por lo que tras la inauguración el CCET ha destacado por una intensa y variada programación.
- Desde su fundación integra el Comité de Centros Culturales de Tegucigalpa.
- A finales del 2008, por su promoción del Arte y la Cultura en Honduras, el Presidente hondureño, le otorgó al Centro -a solicitud de la Secretaría de Cultura, Artes y Deportes- la Condecoración Hoja de Laurel en Oro.
- En el 2009, el fotógrafo Pep Bonet obtiene el 2.º Premio en la categoría de retratos con forced identity en el World Press Photo, fruto de un programa auspiciado por la ONGD Ayuda en Acción y el centro cultural de España.
- En la convocatoria del 2009 del Premio de Arquitectura del Colegio de Arquitectos de Honduras, la remodelación del CCET quedó nominada por su alto contenido del valor representativo de la profesión entre las obras completadas durante el periodo 30 de junio de 2006 al 30 de junio de 2008.
- En el 2009, el proyecto "Sonidos de La Moskitia" de la que forma parte la exposición "La ruta Moskitia" (CCET 2008) de Laura Bermúdez y Javier Maradiaga recibe en la categoría Educación e Investigación Ambiental el Premio Nacional del Ambiente  de la Secretaría de Recursos Naturales y Ambiente (SERNA).
- En el 2010, el proyecto "Mimos para la Educación Vial" implementado conjuntamente por el CCET y la Cámara Oficial Española de Comercio en San Pedro Sula fue premiada por Lafarge en su campaña de Seguridad Vial.
- En el 2011, el Colegio de Arquitectos de Honduras premia la remodelación del CCET como parte de «Aquellas actuaciones llevadas a cabo sobre edificios existentes que manteniendo, restituyendo o readaptando su morfología original, ya sea conservando los usos originales o introduciendo otros nuevos, contribuyen a la renovación y regeneración de su entorno».
- En el 2011, la obra "filibusters in Honduras" producida para la muestra "Empapelando el Centro" (CCET, 2010) por la artista nicaragüense Alicia Zamora obtiene el Premio de Artista en la Bienal Internacional de Grabado de Croacia.
- En el 2011, el cortometraje "Feliz cumpleaños Miguel" (dirección: Salvador Aguilar/guion: Enio Cruz) y el documental "En mis tacones" (dirección: Fernando Reyes/guion: Oscar Estrada), realizados con el apoyo del MediaLAB del CCET son incluidos en la Selección Oficial de Honduras del Festival Ícaro.
- En enero del 2012, con motivo de la presentación de la Biblioteca Centroamericana de la Biblioteca Virtual Miguel de Cervantes, SAR el Príncipe de Asturias afirmó: «Me alegra especialmente venir hoy al Centro Cultural de España en Honduras, lugar de encuentro y verdadera referencia cultural de su capital Tegucigalpa, con motivo de mi visita al país. Y es una feliz coincidencia poder asistir a la presentación de la Fundación Biblioteca Virtual Miguel de Cervantes en Honduras; Un hito que nos llena de orgullo a todos los que habitamos en la Patria Grande de la lengua que nos une».[25]

### Directores
- Álvaro Ortega Santos - 2010 a 2014.
- Jesús Joaquín Benito Tejero - 2014 a 2019.
- José Carlos Balaguer Paredes - 2020 a 2025.
- Ricardo Ramón Jarne - 2025 a ...

### Infraestructura/equipamientos
- Cuenta con dos salas polivalentes: estas salas se prestan a instituciones y personas para realizar presentaciones artísticas y culturales.
- Mediateca/espacio informativo: es un clúster de atención y recepción al público y usuarios que llegan al CCET. En este espacio se dispone el servicio de mediateca, internet y wifi gratuito.
- Así como espacios públicos, para uso de visitantes y personal del CCET, en un ambiente al aire libre que favorece el intercambio entre el público, uso de wifi y consulta de materiales.
- MediaLAB, laboratorio de medios y nuevas tecnologías, como apoyo a la producción audiovisual de Honduras.
- En el 2010 incorpora a sus servicios CCEt Radio, con 24 horas de contenidos,[26]  que integra la cadena de radios virtuales como Ondas Ayvú (Asunción, Paraguay), La Radio Tomada (El Salvador), Eterogenia (Córdoba, Argentina) o Radio Concón (Santo Domingo, República Dominicana), generadas en los laboratorios audiovisuales de los Centros Culturales de España. Igualmente es una radio asociada a Radio Exterior de España.
- En el 2011 se integra en la red de Aulas Mentor del Ministerio de Educación de España.
- En 2015, la Secretaría General Iberoamericana (Segib) y el Ministerio de Asuntos Exteriores y de Cooperación de España firmaron un acuerdo conforme al que se comprometía “el aprovechamiento de dichas infraestructuras por parte de los Estados miembros de la Comunidad Iberoamericana de Naciones, para la realización de actividades concretas de cooperación y promoción cultural”.[27]
- En el 2016 inaugura un nuevo edificio anexo, Babelia 3.0, un espacio dedicado a temas de diversidad y nuevas tecnologías.
- En 2021 inaugura un jardín interior didáctico con plantas medicinales originarias de la región, como parte de sus planes para convertirse en un espacio más amigable con el medio ambiente.

## Últimas publicaciones
Las publicaciones de la acción cultural española en Honduras son herramientas claves para conocer la evolución de la creatividad hondureña. Destacan por su valor documental las siguientes colecciones:
- Serie: Rosa de los Vientos, que se remonta a la gestión de Augusto Serrano López, del 1990 a 1992, sustituida por Palabra en el Tiempo.
- Serie: Antología de las Artes Plásticas de Honduras, de 1990 a 2008 (ISSN 1817-3454).
- Serie: Arte en el CCET, de 2007 a la actualidad (ISSN 2072-8344).
- Serie: + allá del Centro, de 2007 a la actualidad (ISSN 2221-7843).

Así como publicaciones del tipo de:
- Aventuras de la Rana Mariana y su amiga Capuchona,[28] Teresa G. de Coello. Tegucigalpa, 2007.
- Acercamiento a la cultura de Honduras por Luis Mariñas Otero, prólogo de Ignacio Rupérez Rubio. Tegucigalpa, 2009.
- Imaginarios (sub)terráneos: Estudios literarios y culturales de Honduras, Héctor M. Leyva. Tegucigalpa, 2009.
- Me iré nunca, Samuel Trigueros. Tegucigalpa, 2010.
- La moneda del pirata,[29] Milagro Fernández. Tegucigalpa, 2010.
- Antología Honduras, poesía negra, Roberto Sosa. Tegucigalpa, 2011.
- Diccionario Garífuna/Lila Garífuna, Salvador Suazo. Tegucigalpa, 2011.
- Mi novio detrás de la web,[30] Sebastián de Jesús Chavarría Lara. Tegucigalpa, 2012.
- Bicentenario de la Constitución de Cádiz en Honduras. Prólogo de Luis Belzuz de los Ríos. Tegucigalpa, 2012.
- Diccionario de las Lenguas de Honduras.[31] Coord. Víctor Manuel Ramos, prólogo de Luis Belzuz de los Ríos. Tegucigalpa, 2013.[32]
- Nuevas aventuras del Ratoncito Gris,[33] Víctor Manuel Ramos. Tegucigalpa, 2014.

Igualmente, a través del MediaLAB los últimos años se ha incursionado con formatos audiovisuales.